# Chimney Rock, North Carolina
Chimney Rock är en ort i Rutherford County i delstaten North Carolina, USA.